# SINGLE COLLECTIONグ!!!
『SINGLE COLLECTIONグ!!!』（シングル コレクショング）は、日本の女性アイドルグループ・アイドリング!!!が、2015年9月9日にポニーキャニオンからリリースした、通算7枚目となるラスト・アルバム。

## 背景・制作
前作『ロデオマシーン』から6か月でのリリースとなったアルバム。
アイドリング!!!が2015年10月末日をもっての活動終了を表明しているため、同グループ最後のアルバムと銘打っている。タイトルが示す通り、それまでにリリースされた全シングル表題曲に、新録1曲を含んだベスト・アルバムの内容となっているが、公式では7枚目のオリジナル・アルバムとしてカウントされている。
最終楽曲「〜などあって 〜良きところで」
全30曲のうち、唯一の新録曲「〜などあって 〜良きところで」が収録されている。タイトルは、番組の台本や脚本などに使用される「ト書き」を意味している。前作から長野せりな・伊藤祐奈が卒業し、残るメンバー19人編成で収録された。これがグループの最終楽曲になり、これまでの活動を振り返る、お別れの意味も込めたノスタルジーな楽曲となっている。
作詞は、レギュラー番組『アイドリング!!!』の構成を務めた放送作家・酒井健作が担当した。メンバーの外岡えりかは、「身内のスタッフだからこそ書けた詞で、収録中に想いが込み上げ何度も泣けてきた」と、しばしば収録を中断してしまったエピソードを明かしている。
最終収録メンバー
最終収録のメンバーは以下の通りで、同年6月に新加入した7期生メンバー3名は、本作の収録に関わっていない。
- 外岡えりか・横山ルリカ・河村唯・酒井瞳・朝日奈央・三宅ひとみ・橘ゆりか・大川藍・橋本楓・倉田瑠夏・尾島知佳・高橋胡桃・石田佳蓮・玉川来夢・古橋舞悠・関谷真由・橋本瑠果・佐藤麗奈・佐藤ミケーラ倭子

## リリース
LIMITED EDITION（限定盤3枚組）・STANDARD EDITION（通常盤2枚組）の2形態でリリース。LIMITED EDITIONには、トレーディングカードA（Aタイプ19種の内ランダム1種）と、これまで発表したシングル表題曲ミュージック・ビデオ27作を網羅したDVDが付属し、STANDARD EDITIONにはトレーディングカードB（Bタイプ19種の内ランダム1種）の封入特典が付く。ほか、全形態の初回生産分に「イベント参加券」が封入されている。
特典キャンペーン
指定の店舗で購入すると、先着で「オリジナル生写真」が付属する、特典キャンペーンを実施した。
フジテレビe!ショップでは期間限定予約者のみに、メンバー各19名直筆サイン入り告知ポスターの、抽選特典プレゼントを実施。SHIBUYA TSUTAYAでも先着で、応募シリアルナンバー入りフォトカードを配布し、メンバー全員の直筆サイン入り告知ポスターを応募抽選で貰える、アイドルキャンペーンを実施している。

## プロモーション
アルバムのプロモーションで、以下のメディアに出演した。
テレビ番組
- BOMBER-E I.ナイト（2015年9月1日、メ〜テレ）
- 魁!音楽の時間（2015年9月6・13・20日、フジテレビ）
- アイドリング!!! スペシャル（2015年9月7日、スペースシャワーTV プラス）
- J-POPランキング（2015年9月12日、BS朝日）
- 音ボケPOPS（2015年9月13日、BS-TBS）
- JAPAN COUNTDOWN（2015年9月20日、テレビ東京系）
- ミューサタ（2015年9月26日、フジテレビ）
- 吉田山田のオンガク開放区（2015年10月3日、テレビ神奈川）

配信番組
- 古坂大魔王のカツアゲ!（2015年9月1日、AmebaStudio）

ラジオ番組
- レコメン!（2015年9月1日、文化放送）
- 歌え!土曜日 Love Hits（2015年9月12日、NHKラジオ第1放送）
- The Nutty Radio Show おに魂（2015年9月14日、NACK5）
- i Meet Up!（2015年9月20日、NACK5）

主催イベント
メンバーによる握手会イベントが、以下の日時・場所で実施された。
「SINGLE COLLECTIONグ!!!」発売記念 握手会
- 2015年8月8日・22日・9月5日、ベルサール飯田橋ファースト
- 2015年9月9日、虎ノ門ポニーキャニオン本社
- 2015年9月12日、大阪ATC特設会場

パネル写真展
アルバムの発売を記念し、デビューから現在までに発表された、アイドリング!!!歴代シングル・アルバムのジャケット・パネル写真展が、発売月に以下の店舗にて実施された。
アイドリング!!!『SINGLE COLLECTIONグ!!!』発売記念 パネル写真展
- SHIBUYA TSUTAYA - シングル24作品・アルバム6作品
- タワーレコード梅田大阪マルビル店 - シングル24作品・アルバム6作品
- ディスクピア日本橋 (大阪市)店 - アルバム6作品

その他
全国ファミリーマートの店内放送「ファミラジ」で、発売月に新録曲「〜などあって 〜良きところで」がオンエアーされている。

## アートワーク
ジャケットカヴァーは、最終収録メンバーによる卒業アルバム写真風のレイアウトになっており、直筆のネームと各メンバーの公式イメージフラワーがプリントされている。両形態（LIMITED EDITION・STANDARD EDITION）のカヴァーデザインは共通ではなく、多少アレンジが異なっている。
ジャケット及びステージ衣装は、白いドレスに装飾の意匠が、各メンバーの公式イメージカラーに沿った配色となっている。

## ライブ・パフォーマンス
発売記念インストアイベントを兼ねたミニライブが、以下の日時・場所で実施された。
『SINGLE COLLECTIONグ!!!』発売記念イベント
- 2015年9月8日 お台場ヴィーナスフォート 2F教会広場
- 2015年9月10日 東京ドームシティ ラクーアガーデンステージ
- 2015年9月12日 阪急西宮ガーデンズ 4Fスカイガーデン
- 2015年9月13日 ダイバーシティ東京プラザ 2Fフェスティバル広場

ライブイベント
新録曲「〜などあって 〜良きところで」は、レギュラー放送『アイドリング!!!』のスタジオライブで初披露された。ほか、以下のイベント等でライブ披露している。
- 『アイドリング!!!』スタジオライブ（2015年8月14日収録、フジテレビ湾岸スタジオ）
- 『魁!音楽の時間』スタジオライブ（2015年8月30日収録、フジテレビ湾岸スタジオ）
- アイドリング!!!15thライブ『ング!!!ング!!!祭りだ!!! 〜良きところで武道館グ!!!』（2015年10月5日、日本武道館）

## チャート成績
オリコン・デイリーランキング最高4位、ウィークリーランキング4位を記録。Billboard JAPANは3位。サウンドスキャンジャパンでは、STANDARD EDITION（通常盤）が3位を記録し、2作連続でTOP3入りした。

## メディアでの使用
新録曲「〜などあって 〜良きところで」は、以下のメディアで使用された。
- フジテレビONE『アイドリング!!! 10年目の明日ング!!!』2015年9・10月度オープニングテーマ曲

## 収録トラック
| #         | タイトル                                                    | 作詞                              | 作曲          | 編曲              | 時間  |
| --------- | ----------------------------------------------------------- | --------------------------------- | ------------- | ----------------- | ----- |
| 1.        | 「ガンバレ乙女（笑）」                                      | JIN、谷藤律子、長澤智則、酒井健作 | 櫻井真一      | MASA、D・A・I     | 3:49  |
| 2.        | 「friend」                                                  | KIKOMARU                          | 内田"ucchy"悟 | 内田"ucchy"悟     | 4:18  |
| 3.        | 「Snow celebration」                                        | 溝口貴紀                          | D・A・I       | 熊谷主毅、D・A・I | 5:05  |
| 4.        | 「モテ期のうた」                                            | 酒井健作                          | Funta         | Funta             | 4:36  |
| 5.        | 「告白」                                                    | 木村カエラ                        | 紗希          | Ikoman            | 4:04  |
| 6.        | 「「職業:アイドル。」」                                     | Tonji、7chi子♪                    | Funta7        | Funta7            | 4:27  |
| 7.        | 「犯人はあなたです♡」(フリフリアイドリング!!!)              | 酒井健作                          | 内田"ucchy"悟 | 内田"ucchy"悟     | 3:51  |
| 8.        | 「NA・GA・RA」(ギザギザアイドリング!!!)                     | 奈良京作                          | 藤末樹        | 藤末樹            | 3:50  |
| 9.        | 「ベタな失恋〜渋谷に降る雪〜」(キュンキュンアイドリング!!!) | Tonji                             | 溝下創        | 溝下創            | 4:29  |
| 10.       | 「遥かなるバージンロード」(バンバンアイドリング!!!)         | 五木元洋、古城康行                | 古城康行      | emajic            | 3:45  |
| 11.       | 「baby blue」                                               | 雨夏                              | 鳥海剛史      | 内田"ucchy"悟     | 4:20  |
| 12.       | 「無条件☆幸福」                                             | 六ツ見純代                        | 宮崎誠        | 宮崎誠            | 4:36  |
| 13.       | 「手のひらの勇気」(ときめきアイドリング!!!)                 | 川嶋あい                          | 川嶋あい      | K-Lab             | 4:20  |
| 14.       | 「ラブマジック♡フィーバー」(ぷよぷよアイドリング!!!)        | 青木さやか                        | Funta7        | Funta7            | 4:01  |
| 15.       | 「S.O.W. センスオブワンダー」                               | leonn                             | 日比野裕史    | 日比野裕史        | 4:01  |
| 合計時間: | 合計時間:                                                   | 合計時間:                         | 合計時間:     | 合計時間:         | 63:39 |

| #         | タイトル                         | 作詞                   | 作曲                       | 編曲            | 時間  |
| --------- | -------------------------------- | ---------------------- | -------------------------- | --------------- | ----- |
| 1.        | 「目には青葉 山ホトトギス 初恋」 | 奥村愛子               | 奥村愛子                   | 宮崎誠          | 3:32  |
| 2.        | 「プールサイド大作戦」           | leonn                  | 日比野裕史                 | 日比野裕史      | 3:27  |
| 3.        | 「eve」                          | leonn                  | 日比野裕史                 | 日比野裕史      | 4:55  |
| 4.        | 「やらかいはぁと」               | leonn                  | 日比野裕史                 | 渡辺徹 (作曲家) | 4:06  |
| 5.        | 「Don't think. Feel !!!」        | PA-NON                 | しほり                     | KOUTAPAI        | 3:50  |
| 6.        | 「MAMORE!!!」                    | leonn                  | 日比野裕史                 | 日比野裕史      | 4:07  |
| 7.        | 「One Up!!!」                    | leonn                  | 渡辺徹 (作曲家)            | 日比野裕史      | 4:04  |
| 8.        | 「苺牛乳」                       | 宮崎誠                 | 宮崎誠                     | 宮崎誠          | 4:31  |
| 9.        | 「さくらサンキュー」             | 多田慎也               | 多田慎也                   | 楊慶豪          | 4:00  |
| 10.       | 「サマーライオン」               | SAKRA                  | SAKRA                      | SAKRA           | 3:48  |
| 11.       | 「シャウト!!!」                  | コバヤシユウジ、MEG.ME | コバヤシユウジ、加賀爪TADD | T-Green         | 3:31  |
| 12.       | 「キュピ♥」                      | 奥村愛子               | 奥村愛子                   | 宮崎誠          | 3:42  |
| 13.       | 「ユキウサギ」                   | 松井亮太、waio         | 松井亮太                   | waio            | 4:50  |
| 14.       | 「Cheering You!!!」              | 福岡良太               | 福岡良太                   | 福岡良太        | 4:33  |
| 15.       | 「〜などあって 〜良きところで」  | 酒井健作               | MEG.ME                     | MEG.ME          | 4:28  |
| 合計時間: | 合計時間:                        | 合計時間:              | 合計時間:                  | 合計時間:       | 61:29 |

| #   | タイトル                                                    | 作詞 | 作曲・編曲 | 時間 |
| --- | ----------------------------------------------------------- | ---- | ---------- | ---- |
| 1.  | 「ガンバレ乙女（笑）」                                      |      |            | 3:49 |
| 2.  | 「Snow celebration」                                        |      |            | 5:05 |
| 3.  | 「告白」                                                    |      |            | 4:02 |
| 4.  | 「「職業:アイドル。」」                                     |      |            | 4:26 |
| 5.  | 「犯人はあなたです♡」(フリフリアイドリング!!!)              |      |            | 3:50 |
| 6.  | 「NA・GA・RA」(ギザギザアイドリング!!!)                     |      |            | 3:48 |
| 7.  | 「ベタな失恋〜渋谷に降る雪〜」(キュンキュンアイドリング!!!) |      |            | 4:28 |
| 8.  | 「遥かなるバージンロード」(バンバンアイドリング!!!)         |      |            | 3:44 |
| 9.  | 「baby blue」                                               |      |            | 4:19 |
| 10. | 「無条件☆幸福」                                             |      |            | 4:34 |
| 11. | 「手のひらの勇気」(ときめきアイドリング!!!)                 |      |            | 4:18 |
| 12. | 「ラブマジック♡フィーバー」(ぷよぷよアイドリング!!!)        |      |            | 4:00 |
| 13. | 「S.O.W. センスオブワンダー」                               |      |            | 3:59 |
| 14. | 「目には青葉 山ホトトギス 初恋」                            |      |            | 3:30 |
| 15. | 「プールサイド大作戦」                                      |      |            | 3:25 |
| 16. | 「eve」                                                     |      |            | 4:52 |
| 17. | 「やらかいはぁと」                                          |      |            | 4:05 |
| 18. | 「Don't think. Feel !!!」                                   |      |            | 3:48 |
| 19. | 「MAMORE!!!」                                               |      |            | 4:05 |
| 20. | 「One Up!!!」                                               |      |            | 4:02 |
| 21. | 「苺牛乳」                                                  |      |            | 4:29 |
| 22. | 「さくらサンキュー」                                        |      |            | 3:57 |
| 23. | 「サマーライオン」                                          |      |            | 3:46 |
| 24. | 「シャウト!!!」                                             |      |            | 3:29 |
| 25. | 「キュピ♥」                                                 |      |            | 3:40 |
| 26. | 「ユキウサギ」                                              |      |            | 4:46 |
| 27. | 「Cheering You!!!」                                         |      |            | 4:29 |